# Challenger de Lima 2013
El Lima Challenger 2013 fue un torneo de tenis profesional que se jugó en pistas de tierra batida. Se trató de la 7.ª edición del torneo que forma parte del ATP Challenger Tour 2013. Tuvo lugar en Lima, Perú entre el 11 y el 17 de noviembre de 2013.

## Jugadores participantes del cuadro de individuales

### Cabezas de serie
| Favorito | País                 | Jugador          | Rank1 | Posición en el torneo |
| -------- | -------------------- | ---------------- | ----- | --------------------- |
| 1        | Bandera de Argentina | Horacio Zeballos | 58    | CAMPEÓN               |
| 2        | Bandera de Argentina | Guido Pella      | 94    | Cuartos de final      |
| 3        | Bandera de España    | Pere Riba        | 127   | Segunda ronda         |
| 4        | Bandera de Argentina | Martín Alund     | 130   | Semifinales           |
| 5        | Bandera de Argentina | Facundo Argüello | 135   | Cuartos de final      |
| 6        | Bandera de Argentina | Facundo Bagnis   | 140   | FINAL                 |
| 7        | Bandera de Argentina | Guido Andreozzi  | 143   | Cuartos de final      |
| 8        | Bandera de Brasil    | Thomaz Bellucci  | 147   | Baja                  |

- 1 Se ha tomado en cuenta el ranking del 4 de noviembre de 2013.

### Otros participantes
Los siguientes jugadores recibieron una invitación (wild card), por lo tanto ingresan directamente al cuadro principal (WC):
- Sergio Galdós
- Jorge Panta
- Rodrigo Sánchez
- Juan Pablo Varillas

Los siguientes jugadores ingresan al cuadro principal tras disputar el cuadro clasificatorio (Q):
- Pedro Cachin
- Mauricio Echazú
- Sergio Monges
- Cristóbal Saavedra-Corvalán

## Campeones

### Individual Masculino
- Horacio Zeballos derrotó en la final a  Facundo Bagnis 6–74, 6–3, 6–3

### Dobles Masculino
- Andrés Molteni /  Fernando Romboli derrotaron en la final a  Marcelo Demoliner /  Sergio Galdós 6–4, 6–4